# استوديو الرسام
استوديو الرسام هي لوحة زيتية للرسام الفرنسي غوستاف كوربيه، اللوحة معروضة في متحف أورسي.